# Cornell Capa
Cornell Capa, ursprungligen Cornell Friedmann, född 14 april 1918 i Budapest i Ungern, död 23 maj 2008 i New York, var en ungersk-amerikansk fotograf, bror till Robert Capa.
Capa var åren 1956–1960 chef för bildbyrån Magnum. Han grundade 1974 International Center of Photography.